# Omega Centauri
Omega Centauri hay ω Cen, NGC 5139, Caldwell 80) là một cụm sao cầu trong chòm sao Bán Nhân Mã, do Edmond Halley nhận dạng như là một thiên thể không phải là sao vào năm 1677 và ông gọi nó là một tinh vân. Omega Centauri có trong danh lục của Ptolemy 2000 năm trước với tên gọi là một ngôi sao. Lacaille đưa nó vào danh lục của ông với số hiệu L I.5. Nhà thiên văn người Anh John Herschel là người đầu tiên nhận ra nó là một cụm sao cầu vào thập niên 1830. Omega Centauri quay quanh Ngân Hà, và là cụm sao cầu sáng nhất và lớn nhất từng được biết đến trong dải thiên hà của chúng ta. Hầu hết các cụm sao cầu đều nằm trong nhóm thiên hà Địa Phương, chỉ có Mayall II là nằm trong thiên hà Tiên Nữ là sáng hơn và lớn hơn. Nó cũng khác do là cụm sao cầu thuộc một thiên hà khác, và do vậy nó có thể có nguồn gốc khác. Omega Centauri nằm cách Trái Đất khoảng 15.800 năm ánh sáng (hay 4.850 parsec), nó chứa khoảng vài triệu ngôi sao loại II. Các ngôi sao ở trung tâm của nó tập trung rất lớn với ước lượng chúng cách nhau trung bình khoảng 0,1 năm ánh sáng. Tuổi của Omega Centauri là khoảng 12 tỷ năm.
Omega Centauri là một trong số ít các cụm sao cầu có thể nhìn được bằng mắt thường và xuất hiện bằng độ lớn của trăng tròn. Mặc dù nó không phải là một ngôi sao, Omega Centauri được đặt một tên gọi trong danh sách Bayer. Sao Kapteyn cách Trái Đất khoảng 13 năm ánh sáng được nghĩ có nguồn gốc từ Omega Centauri.

## Hố đen trung tâm

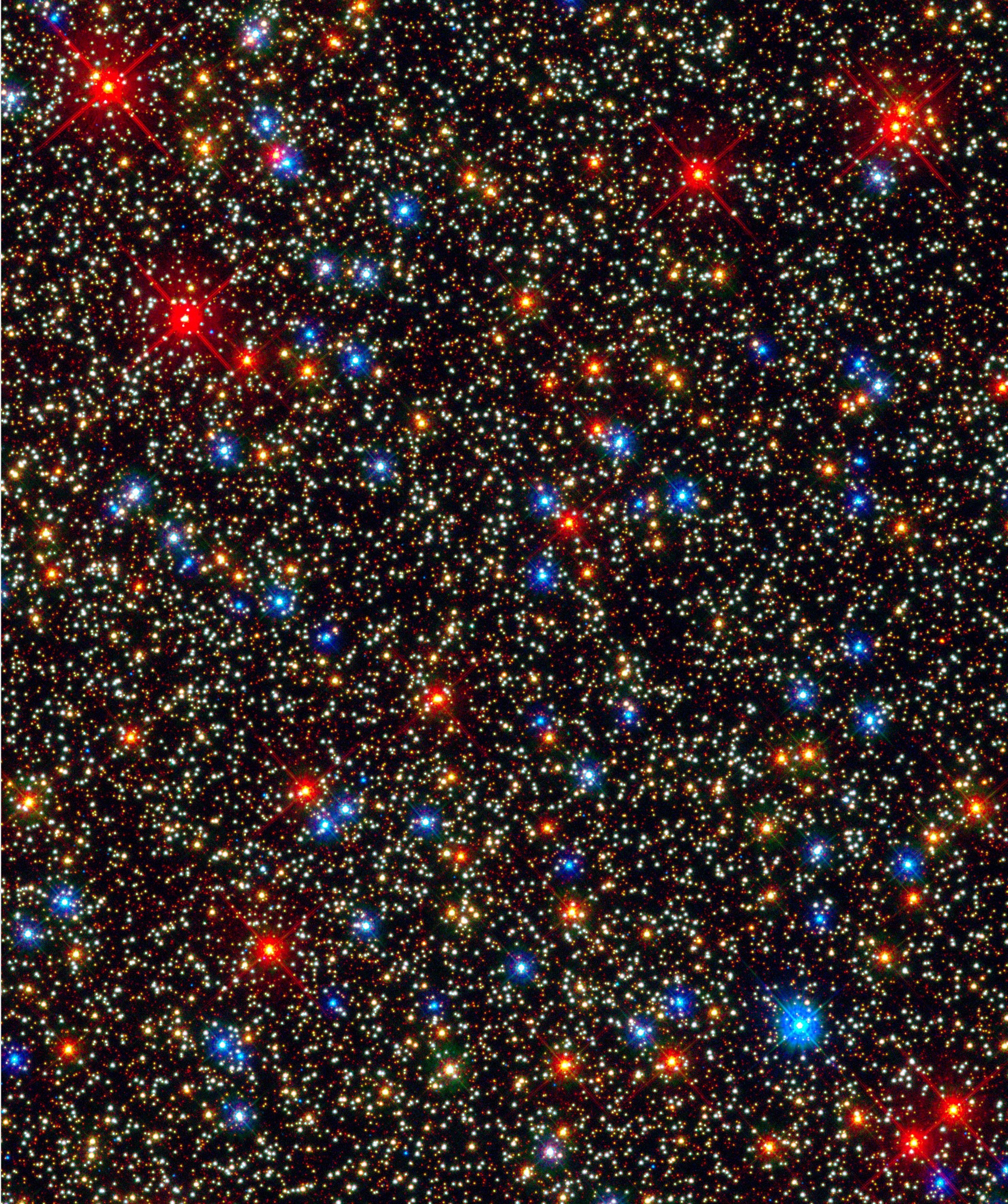
Ảnh trường nhỏ chụp trung tâm của cụm sao Omega Centauri bởi Hubble với thiết bị mới WFC3. Tháng 7 2009

Đăng trên tạp chí "The Astrophysical Journal" ngày 1/4/2008, các nhà thiên văn học thông báo đã tìm thấy chứng cứ về một hố đen khối lượng trung bình tại tâm của Omega Centauri. Các quan sát được thực hiện với kính viễn vọng không gian Hubble và Đài thiên văn Gemini ở Cerro Pachon của Chile. Camera tiên tiến cho khảo sát của Hubble cho thấy các ngôi sao đang bị thu hẹp lại khoảng cách tại tâm của Omega Centauri, do mật độ ánh sáng sao tăng dần khi đến gần tâm. Khi đo vận tốc của các ngôi sao quay quanh tâm của cụm sao bằng Đài quan sát Gemini, các nhà thiên văn tìm thấy các ngôi sao ở gần tâm đang di chuyển nhanh hơn các ngôi sao ở xa. Những đo đạc này hàm ý rằng có thể có vật chất không nhìn thấy được tại tâm đang tương tác hấp dẫn với các ngôi sao gần nó. Bằng cách so sánh những đo đạc này với các mô hình chuẩn, các nhà thiên văn học xác định được rằng lực hút hấp dẫn là do một vật thể nặng và đậm đặc gây ra. Họ cũng sử dụng các mô hình để tính ra khối lượng của hố đen, xấp xỉ bằng 4.0 x 104 khối lượng Mặt Trời.

## Tách ra từ một thiên hà lùn
Có những ý kiến cho rằng Omega Centauri có thể là nhân của một thiên hà lùn mà đã bị tách ra và bị hút vào Ngân Hà. Thành phần hóa học trong Omega Centauri và chuyển động của nó trong thiên hà cũng phù hợp với tiên đoán này. Giống như Mayall II, Omega Centauri có tỉ lệ kim loại trên Hydro và Heli cùng với tuổi của các ngôi sao khác so với của Ngân Hà do vậy nó không hình thành đồng thời với Ngân Hà (mặc dù các cụm sao cầu được nghĩ là hình thành đồng thời với thiên hà chứa nó) và thực tế Omega Centauri có thể là nhân còn lại của một thiên hà nhỏ khi nó bị bắt giữ vào Ngân Hà.